# Ringicula takeyamai
Ringicula takeyamai is een slakkensoort uit de familie van de Ringiculidae. De wetenschappelijke naam van de soort is voor het eerst geldig gepubliceerd in 1950 door Habe.